# Gaudentius Andreas Dunkler

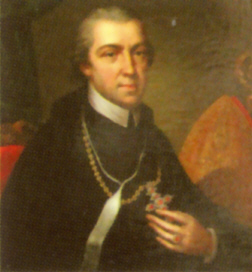
Propst Gaudentius Dunkler

Gaudentius Andreas Edler von Dunkler CanReg (* 21. November 1746 in Piesling an der Thaya, Mähren; † 23. November 1829 in Wien) war ein katholischer Theologe und Propst von Stift Klosterneuburg.

## Leben
Der aus Mähren stammende Gaudentius Dunkler legte 1768 seine Profess im Augustiner-Chorherrenstift Klosterneuburg in Niederösterreich ab. Die Priesterweihe erhielt er 1771, 1782 wurde er Doktor der Theologie. In Klosterneuburg nahm er zunächst die Funktion des Stiftsbibliothekars wahr (1795), und wurde schließlich im Jahre 1800 Propst. Bereits 1795/96 war Dunkler Dekan der theologischen Fakultät der Universität Wien, ehe er 1802 deren Rektor wurde. Außerdem war Dunkler Oberst-Erbland-Hofkaplan des Landes unter der Enns und Mitglied des Niederösterreichischen ständischen Ausschusses. Dunkler starb 1829 im Klosterneuburger Hof, heute Renngasse 10, in Wien.

## Bedeutung

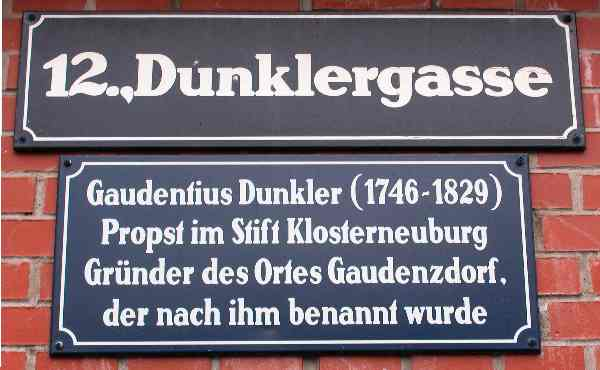

Unter der Führung von Gaudentius Dunkler erhielt der Wiener Vorort Neu-Meidling, der bislang Teil der Gemeinde Untermeidling war, 1819 die Bewilligung von Stift Klosterneuburg als Grundherr, sich als selbständige Gemeinde zu konstituieren. Zum Dank dafür nannte sich der Ort forthin nach dem Namen von Gaudentius Dunkler Gaudenzdorf. Er trug mit der Bewilligung zur Selbständigkeit wesentlich zur aufstrebenden weiteren Entwicklung Gaudenzdorfs bei, das einer jener fünf Vororte Wiens war, aus denen später der 12. Wiener Gemeindebezirk Meidling gebildet wurde.
Neben dem Namen des Ortes Gaudenzdorf, der heute noch als Katastralgemeinde existiert, wurde dem Klosterneuburger Propst zu Ehren 1894 die ehemalige Jakobstraße in Wien-Meidling in Dunklergasse umbenannt. Auch der bedeutende Straßenzug des Gaudenzdorfer Gürtels bewahrt seinen Namen.